# Montgiscard
Montgiscard ist eine französische Gemeinde mit 2586 Einwohnern (Stand: 1. Januar 2022) im Département Haute-Garonne in der Region Okzitanien. Sie gehört zum Arrondissement Toulouse und zum Kanton Escalquens. Die Einwohner werden Montgiscardais(es) genannt.

## Geographie
Montgiscard liegt etwa 18 Kilometer südöstlich von Toulouse in der Landschaft Lauragais am Hers und am parallel verlaufenden Canal du Midi. Umgeben wird Montgiscard von den Nachbargemeinden Donneville im Nordwesten und Norden, Montlaur im Norden, Baziège im Nordosten und Osten, Ayguesvives im Osten und Südosten, Saint-Léon und Belbèze-de-Lauragais im Süden, Pouze im Südwesten sowie Montbrun-Lauragais im Westen und Nordwesten.
Durch die Gemeinde führen die Autoroute A61 und die frühere Route nationale 113 (heutige D813). 

## Bevölkerungsentwicklung
| Jahr                       | 1962 | 1968 | 1975 | 1982 | 1990 | 1999 | 2006 | 2012 | 2020 |
| Einwohner                  | 809  | 873  | 1281 | 1575 | 1792 | 1947 | 2033 | 2119 | 2561 |
| Quellen: Cassini und INSEE |      |      |      |      |      |      |      |      |      |

## Sehenswürdigkeiten
- Kirche Saint-André aus dem 15. Jahrhundert, seit 1926 Monument historique
- Schloss Roqueville aus dem 15. Jahrhundert, Umbauten aus dem 18. Jahrhundert
- Kapelle Notre-Dame de Roqueville aus dem 13. Jahrhundert, Umbauten bis ins 19. Jahrhundert

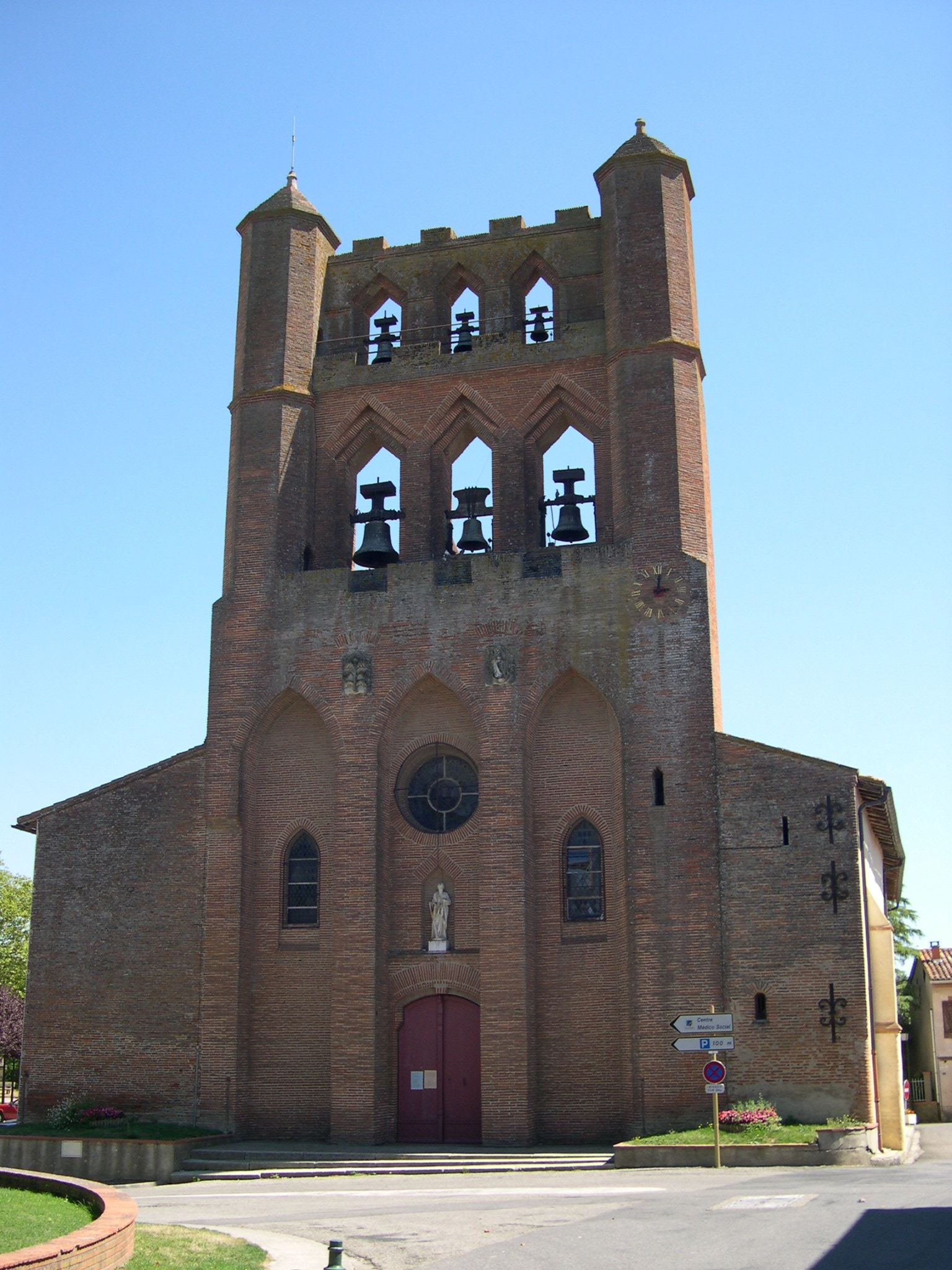
Kirche Saint-André
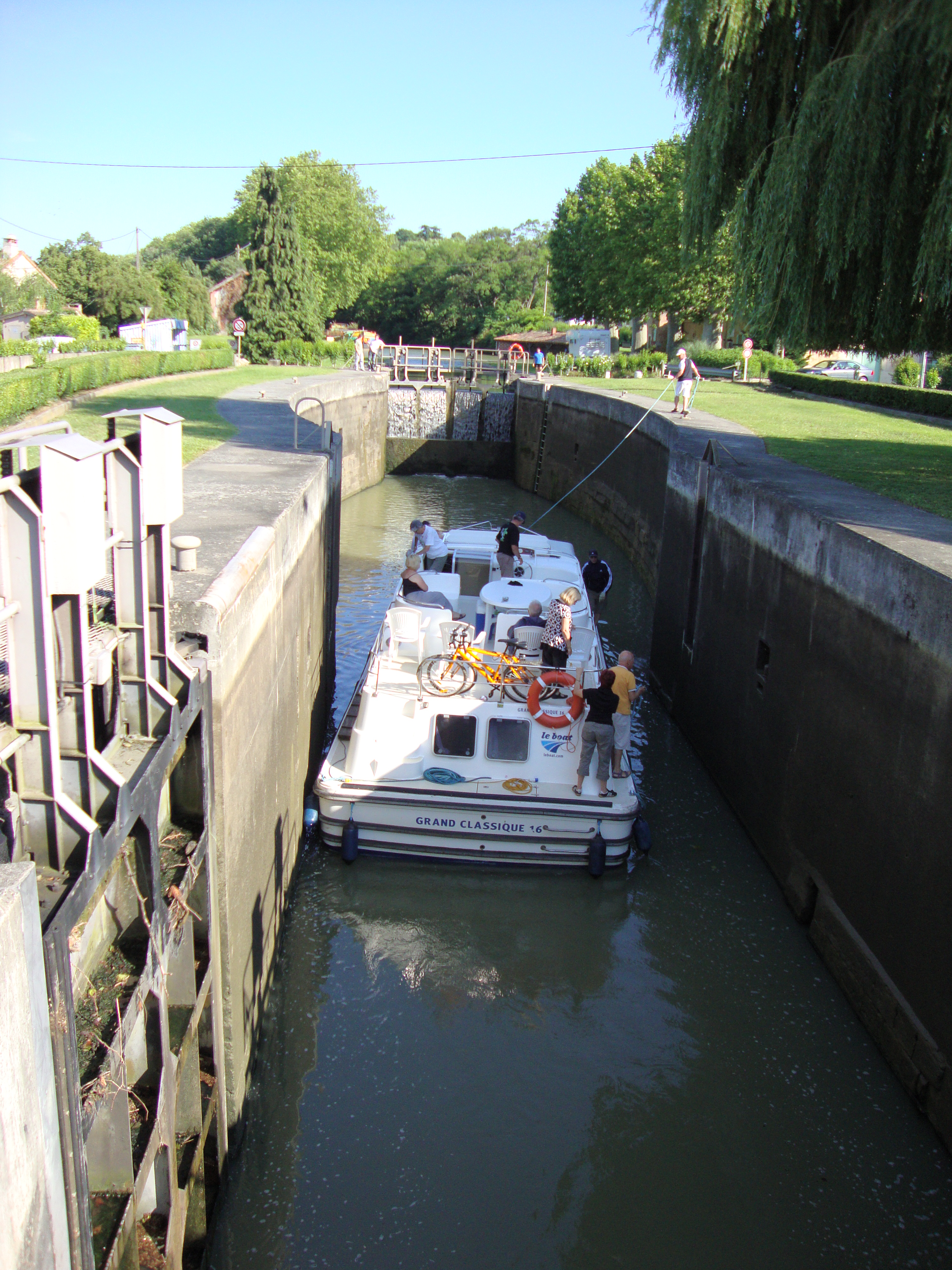
Kanalschleuse
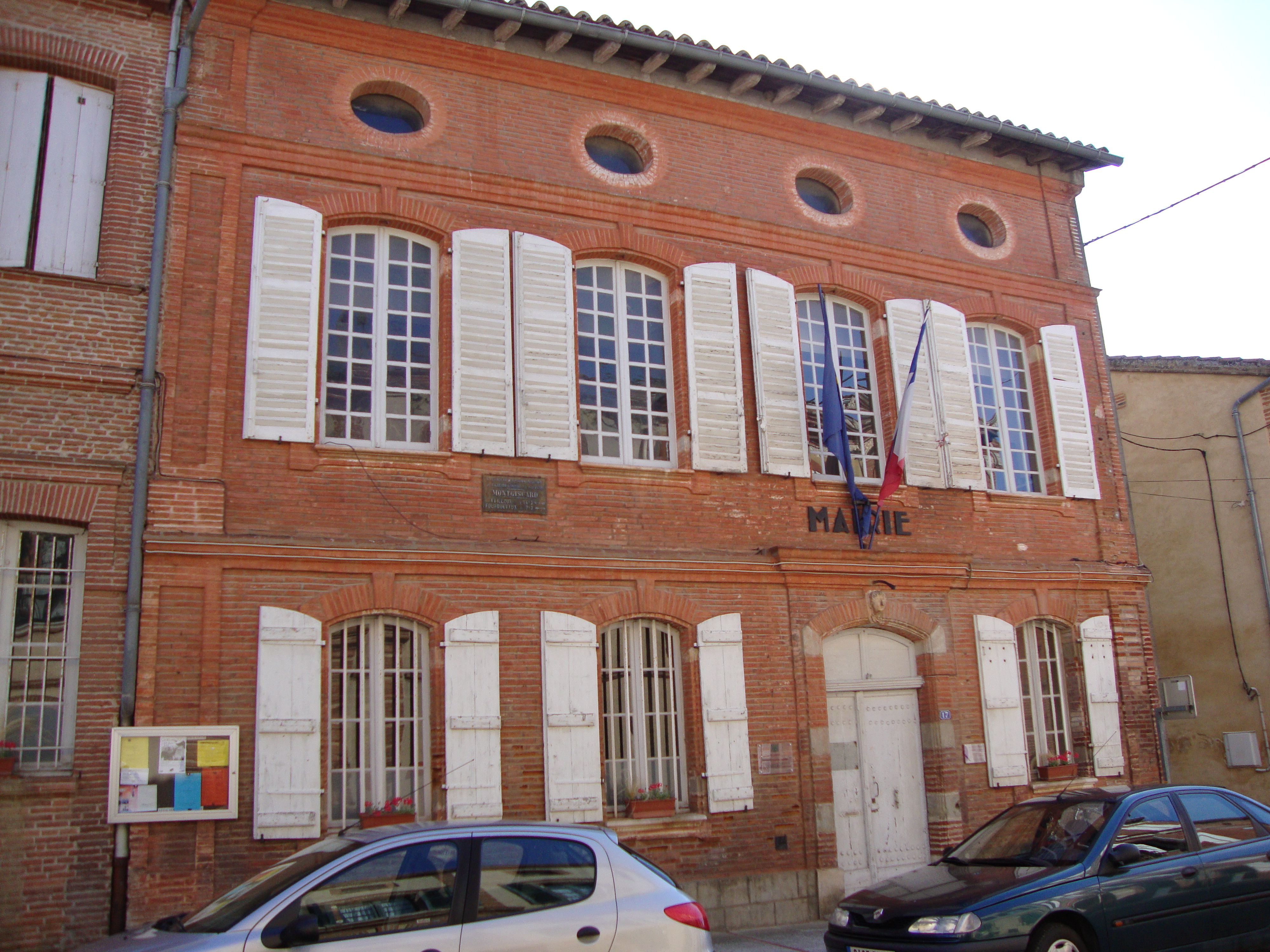
Rathaus (mairie)

## Gemeindepartnerschaft
Mit der italienischen Gemeinde Campolongo Tapogliano in der Provinz Udine (Friaul-Julisch Venetien) besteht eine Partnerschaft.